# Comunidad Reformada Mundial
Comunidad Reformada Mundial o Fraternidad Reformada Mundial (en inglés: The World Reformed Fellowship ( WRF )) es una organización cristiana ecuménica que promueve la unidad entre las iglesias confesionales reformadas de todo el mundo.

## Historia
La Fraternidad Mundial de Iglesias Reformadas (WFRC) fue formada en 1994 por la Iglesia Presbiteriana en América , la Iglesia Presbiteriana Nacional en México y la Iglesia Presbiteriana de Brasil , así como iglesias miembros principalmente de países latinoamericanos y de India, África Oriental. y Estados Unidos. [2] La International Reformed Fellowship (IRF) se formó también en 1994 con iglesias reformadas en Indonesia , Taiwán , Japón y de toda Asia .
La Fraternidad Mundial de Iglesias Reformadas y la Fraternidad Internacional Reformada se unieron el 24 de octubre de 2000 para formar la Fraternidad Mundial Reformada. La WRF es ahora un organismo internacional representado en setenta y nueve países. [3]
Los miembros deben estar de acuerdo con:
La declaración de que "Las Escrituras del Antiguo y Nuevo Testamento no tienen error en todo lo que enseñan".
Al menos una de las siguientes confesiones históricas reformadas: la confesión galicana, la confesión belga, el catecismo de Heidelberg, los treinta y nueve artículos, la segunda confesión helvética, los cánones de Dort, la confesión de fe de Westminster, la confesión de Londres de 1689, la Declaración de Saboya, o la Declaración de Fe de WRF.
La Fraternidad Mundial Reformada quiere promover el pensamiento reformado , animar a las iglesias y a las personas a adoptar el pensamiento reformado, promover la evangelización en la tradición reformada y proporcionar un foro para el diálogo.
Es similar en teología a la Conferencia Internacional de Iglesias Reformadas y más conservadora que la Comunión Mundial de Iglesias Reformadas . [ cita requerida ] El WRF también se diferencia de ellos en que es una confraternidad, no un consejo, y por lo tanto incluye en su membresía no sólo denominaciones, sino congregaciones individuales, pastores y teólogos, y organizaciones no eclesiales (por ejemplo, seminarios teológicos). Concibe su existencia como una forma de facilitar el diálogo y compartir recursos entre las diferentes ramas globales del cristianismo reformado. [5]
Hay un total de 73 miembros denominacionales de la Confraternidad y 115 miembros organizacionales, al 15 de mayo de 2020. 
La Cuarta Asamblea General de la Confraternidad Reformada Mundial se llevó a cabo en Sao Paulo, Brasil en marzo de 2015. [8] Esta Asamblea General aprobó una nueva declaración de fe que se había completado el 31 de marzo de 2011. Esta declaración incluye doce artículos y fue hecha para lograr tres propósitos:
Expresar con precisión el contenido de las otras confesiones históricas reformadas que los miembros deben mantener en al menos una de ellas.
Aplicar la fe reformada a problemas específicos que enfrenta la iglesia del siglo XXI.
Incluir las voces de los cristianos reformados de todo el mundo, ya que las otras confesiones fueron escritas principalmente por cristianos en Europa. [9]
En su Quinta Asamblea General en Yakarta, Indonesia, en agosto de 2019, la Fraternidad Mundial Reformada publicó una declaración sobre la identidad teológica reformada, [10] que proporcionó una descripción narrativa de los orígenes, métodos, características, contextos y relevancia continua de la teología reformada.

## Miembros denominacionales
En febrero de 2016 hay los siguientes miembros denominacionales.

### África
Iglesia Evangélica Presbiteriana de África
Iglesia Cristiana Reformada en Sudáfrica
Iglesia de Inglaterra en Sudáfrica
Egliese Protestante Reformee du Burundi
Iglesia Evangélica Presbiteriana de Costa de Marfil
Iglesia Evangélica Presbiteriana de Malawi
Iglesia Evangélica Reformada de la República Democrática del Congo
Ministerio de curación de Dios ( Lagos, Nigeria )
Ministerio Greater Grace , Kampala, Uganda
Igreja Presbteriana de Angola
Mission Voile Déchiré , Abiyán, Costa de Marfil
Iglesia Presbiteriana Mount Zion de Sierra Leona
Iglesia Presbiteriana de la República Democrática Oriental del Congo
Iglesia Presbiteriana en Uganda
Iglesia Presbiteriana de Sierra Leona
La Iglesia Protestante de Ambohimalaza-Firaisiana , Madagascar
Iglesias reformadas en Sudáfrica
Iglesia Presbiteriana Reformada en África (Uganda)
Iglesia Presbiteriana Reformada en África (Ruanda)
Iglesia Presbiteriana Reformada de Uganda
Iglesias reformadas sudanesas

### Asia
Iglesia Presbiteriana Aashish (Zona Koshi, Este de Nepal )
Iglesia Bíblica Reformada de Myanmar
Iglesia Cristiana Reformada en Nepal
Iglesia Cristiana Reformada de Sri Lanka
Iglesia Evangélica Presbiteriana de Myanmar
Asamblea General de la Iglesia Presbiteriana de Filipinas
Grace Presbyterian Church de Bangladés
India Iglesia Presbiteriana Reformada
Iglesia Isa-e (Bangladés)
Presbiterio de la Región de la Capital Nacional de la Iglesia Presbiteriana de Filipinas
Iglesia de la paz de Bangladés
Iglesia Presbiteriana en India
Iglesia Presbiteriana de Bangladés
Iglesia Presbiteriana del Sur de la India
Iglesia Libre Presbiteriana de la India Central
Iglesias reformadas del sur de la India
Iglesia reformada de Nepal
Iglesias comunitarias reformadas en Myanmar
Iglesia Evangélica Reformada de Indonesia
Iglesia Evangélica Reformada de Myanmar
Iglesia Presbiteriana Reformada en Myanmar
Iglesia Presbiteriana Reformada de la India
Iglesia Smyrna House of Prayer en Bangladés
Iglesia Presbiteriana Unida de Pakistán
Iglesia Reformada Unida en Myanmar
Asociación Cristiana Reformada de Malasia ( Malasia )
Compañerismo reformado Ahmedabad ( Guyarat, India Occidental )
La Iglesia Unida de la India (India)

### Europa
Iglesia de Escocia
Iglesias bautistas evangélicas reformadas en Italia
Iglesia Libre de Escocia
Iglesia Evangélica Reformada de Lituania
Iglesia cristiana reformada protestante en Croacia
Iglesia cristiana reformada protestante en Serbia
Iglesia Evangélica Presbiteriana de España
Igreja Evangélica Presbiteriana de Portugal

### América del Norte
Iglesia Presbiteriana Reformada Asociada (EE. UU.)
Iglesia Cristiana Reformada de Norteamérica
L'Église Réformée du Québec
Iglesia Evangélica Presbiteriana (EE. UU.)
Iglesia Evangélica Reformada en América
Iglesia Internacional de Cristo para la Pacificación , ( Raleigh NC )
Iglesia Presbiteriana Nacional de México
Iglesia Presbiteriana en América
Iglesias bautistas reformadas en América del Norte
Iglesias bíblicas reformadas de Trinidad y Tobago
Iglesia Cristiana Reformada de Orlando
Iglesia Cristiana Unida e Instituto Bíblico, EE. UU.
Iglesia Episcopal Unida de América del Norte

### Oceanía
Grace Presbyterian Church de Nueva Zelanda
Iglesia Unida en Australia: Unión Congregacional de Australia, la Iglesia Metodista de Australasia y la Iglesia Presbiteriana de Australia se unieron para formar la Iglesia Unida en Australia (UCA) en 1977.
Iglesia Presbiteriana de Westminster (Bull Creek, Australia)

### Sudamérica
Iglesia Evangélica Presbiteriana del Perú
Iglesia Presbiteriana de Bolivia
Iglesia Presbiteriana de Brasil
Iglesia Reformada de América Latina
Iglesia Unida de Cristo en Colombia